# Rodrigo Pessoa

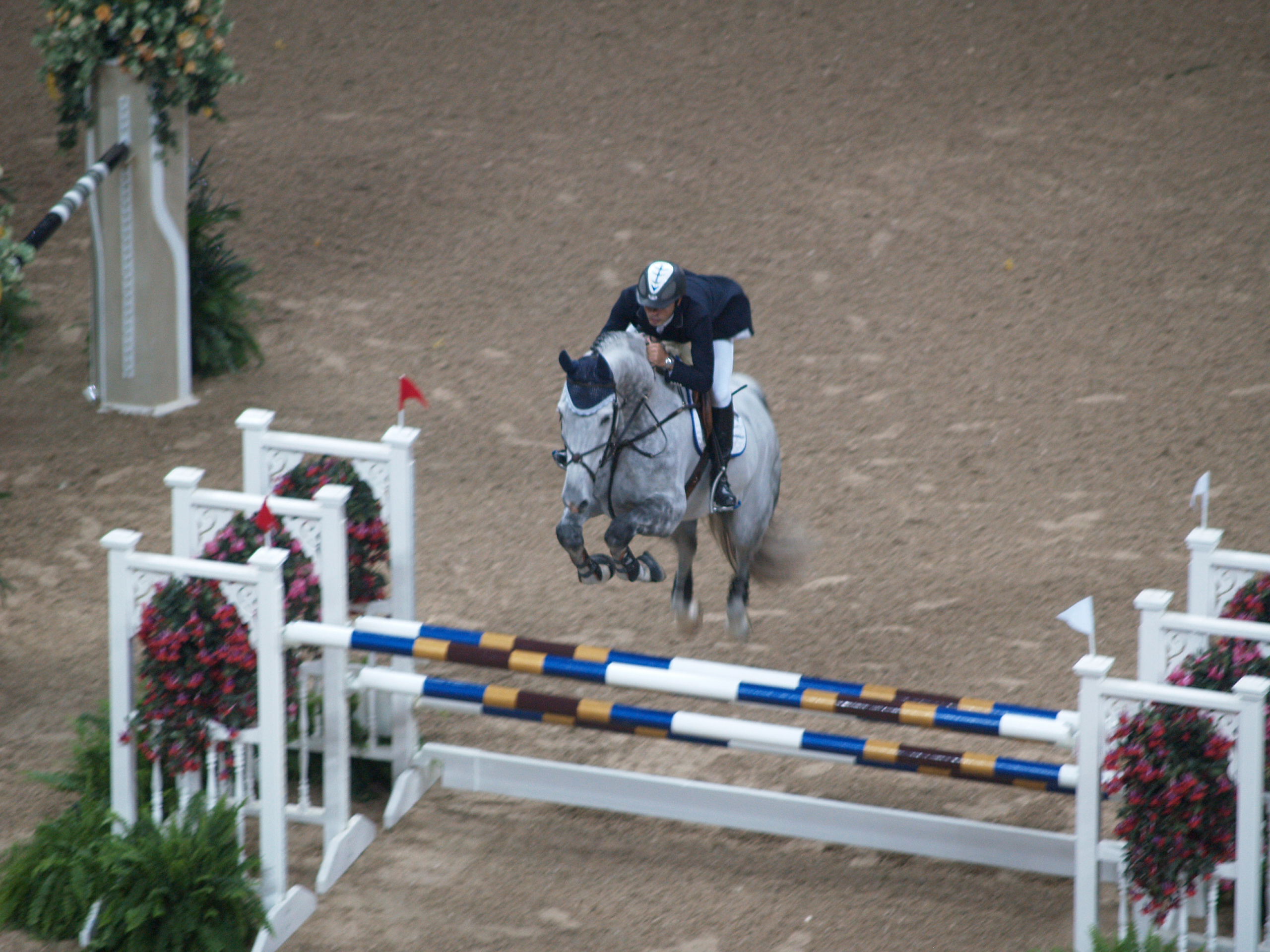
Rodrigo Pessoa, 2007

Rodrigo Pessoa (Parijs, 29 november 1972) is een Braziliaans springruiter. Hij heeft in 2004 meegedaan aan de Olympische Spelen in Athene, waar hij een gouden medaille haalde met zijn paard 'Baloubet du Rouet'.
Zijn vader is de Braziliaan Nelson Pessoa, een voormalig springruiter, die vijfmaal aan de Olympische Spelen heeft meegedaan.
R. Pessoa woont in de omgeving van Brussel.

## Paarden (selectie)
- Baloubet du Rouet
- Rufus
- Cantate Z
- Palouchin
- Tom Boy
- Palouchin de Ligny
- Oberon
- Hermès St. Lois
- Special Envoy
- Gandini Lianos
- Stardust
- Fantasia
- Haut de Val
- Oasis
- Giffard de la Mare

## Erelijst (selectie)
- Olympische Spelen
  - 1996: Bronzen medaille in teamverband
  - 2000: Bronzen medaille in teamverband
  - 2004: Gouden medaille, individueel met zijn paard 'Baloubet du Rouet'
  - 2008: Vijfde plaats, individueel
- Wereldruiterspelen in Rome
  - 1998: Gouden medaille, individueel
- Pan-Amerikaanse Spelen in Rio de Janeiro
  - 2007: Zilveren medaille individueel en een gouden medaille in teamverband